# USS Casablanca (CVE-55)
USS Casablanca (CVE-55) – amerykański lotniskowiec eskortowy typu Casablanca. Jego nazwa pochodziła od marokańskiego miasta Casablanca.
Stępkę okrętu położono 5 listopada 1942 w stoczni Kaiser Shipbuilding Company. Zwodowano go 5 kwietnia 1943, matką chrzestną była Eleanor Roosevelt. Jednostka została nabyta przez marynarkę 8 lipca 1943 i weszła do służby w US Navy tego samego dnia, jej pierwszym dowódcą był Commander W. W. Gallaway.
Okręt był w służbie w czasie II wojny światowej. Działał głównie jako jednostka szkolna i transportowa na Pacyfiku.
Wycofany ze służby 10 czerwca 1946 został sprzedany na złom 23 kwietnia 1947.